# BoundCon
La Convención Internacional de Fetichismo BoundCon es un evento anual que se exhiben muestras del BDSM, Bondage y fetichismo en la ciudad alemana de Múnich. Este evento es la combinación de feria comercial, exhibición y talleres que desarrollan por tres días en un fin de semana desde junio de 2004 y atrae alrededor de 10 mil visitantes cada año. Según reportajes de prensa, este es el mayor evento de este tipo en Europa.

## Evolución de la Convención
El concepto se basa en una combinación de stands de feria con juguetes sexuales y ropa fetichista, demostraciones públicas, demostraciones especialmente organizadas para fotógrafos en la zona VIP y talleres. Grandes nombres del mundo fetichista de Europa y América del Norte están invitados como modelos y atadores. uno de los artistas del arte del bondage, es  a Matthias TJ Grimme, entre otro. su primera edición fue realizada del 11 al 13 de junio del año 2004 en el hall de eventos del Parque Olímpico de Múnich. luego hasta el 2007, fue realizado en el centro cultural Kultfabrik; y posteriormente hasta la actualidad en el Zenith Hall del barrio de Freimann.
La edición del año 2022 se celebró del viernes 10 al domingo 13 de junio de 2022 en las instalaciones del recinto feral Zenith Halle del barrio de Freimann
Desde 2016, también se ofrece en otoño un evento más pequeño llamado "The Munich BondageWeekend" (BoundOne).